# Drago Krča
Drago Krča (Kutina, 1. rujna 1923. – Zagreb, 22. ožujka 1998.) je bio hrvatski kazališni, televizijski i filmski glumac.

## Filmografija

### Televizijske uloge
- "Olujne tišine 1895-1995" kao Izidor Kršnjavi (1997.)
- "Nepokoreni grad" (1982.)
- "Dan pobjede" (1978.)
- "Nikola Tesla" kao profesor Peshl (1977.)
- "Plavi kaputić" kao Fran (1977.)
- "Klupa na Jurjevskom" kao ribič (1972.)
- "Blago kapetana Parangala" (1970.)

### Filmske uloge
- "Božić u Beču" kao tetak Josip (1997.)
- "Nausikaja" (1994.)
- "Stranci u noći" (1992.)
- "Čarobnjakov šešir" kao kralj Nepton (1990.)
- "Čudesna šuma" kao kralj Nepton (1986.)
- "Za sreću je potrebno troje" kao sudac (1985.)
- "U pozadini" kao Jozo (1984.)
- "Kraljevo" (1981.)
- "Poglavlje iz života Augusta Šenoe" (1981.)
- "Turopoljski top" kao Ištvanić (1981.)
- "Grad pod jedrima" (1978.)
- "Bombaški proces" (1977.)
- "Njih troje" (1976.)
- "Slučaj maturanta Wagnera" kao ravnatelj (1976.)
- "Knez" kao domar (1976.)
- "Car se zabavlja" (1975.)
- "Seoba duše" kao Hugo (1973.)
- "Ja nisam ptica" (1971.)
- "Prijateljsko ogovaranje" (1971.)
- "Lift za Karmelu" (1970.)
- "Uvrijeđeni ljudi" (1969.)
- "Paviljon broj VI" (1968.)
- "Poštanski sandučić" (1968.)
- "Ljubov Jarovaja" (1967.)
- "Mirotvorci" (1966.)
- "Tartuffe" (1965.)
- "Arina" (1963.)
- "U prolazu" (1963.)
- "Treba zaklati pijetla" (1961.)
- "Sreća dolazi u 9" kao Galus (1961.)
- "Ženidba" (1960.)
- "Bez naslova" (1960.)
- "Svi brane Mirej" (1959.)
- "Kontrolor neba" (1958.)
- "Kota 229" kao novinar Pavle Marjanović (1958.)

### Sinkronizacija
- glas žapca Tora u "Toru i Ponču"[1]

## Nagrade i priznanja
- 1961. – Sterijina nagrada za ulogu Ivana u predstavi Hanibal Vanče Kljakovića[2][3]
- 1980. – Nagrada »Vladimir Nazor« za ulogu Sir Johna Falstaffa u drami Henry IV Williama Shakespearea[2]
- 1989. – Nagrade »Vladimir Nazor« za životno djelo[2]

## Vanjske poveznice
- LZMK / Hrvatski biografski leksikon: Krča, Drago (Boris Senker, 2013.)
- Drago Krča u internetskoj bazi filmova IMDb-u (engl.)